# André Comte-Sponville
André Comte-Sponville (Parigi, 12 marzo 1952) è un filosofo francese.

## Biografia
Filosofo materialista, razionalista e umanista, è un ex allievo dell'École normale supérieure de la rue d'Ulm, dove conobbe e fu amico di Louis Althusser.

È stato a lungo maître de conférences all'università Panthéon-Sorbonne, l'antica Sorbona, dalla quale diede le dimissioni nel 1998 per dedicarsi completamente alla scrittura e a conferenze al di fuori del circuito universitario
Dal 2008 è membro del Comité consultatif national d'éthique (Comitato Consultivo Nazionale di Etica), corrispondente al Comitato nazionale per la bioetica italiano.

## Filosofia
I suoi filosofi prediletti sono Epicuro, gli stoici, Montaigne e Spinoza.
Tra i contemporanei, si dichiara vicino soprattutto a Claude Lévi-Strauss, Marcel Conche e Clément Rosset (in Occidente) e a Swami Prajnanpad e Krishnamurti (in Oriente).
Si propone di rinnovare l'antico ideale di saggezza, raccogliendo le sfide della modernità come esse appaiono delineate in Nietzsche, Marx e Freud: è questo lo scopo principale del suo Traité du désespoir et de la béatitude.
«Filosofare, scrive Comte-Sponville, è pensare la propria vita e vivere il proprio pensiero». Egli propone una metafisica materialista, un'etica umanista e una spiritualità senza Dio, che costituiscano «una saggezza per il nostro tempo».
Ma cos'è, secondo lui, la saggezza? «Il massimo di felicità nel massimo di lucidità». La felicità si trova «dall'altro lato della disperazione»: là dove non c'è più niente da credere (poiché c'è tutto da conoscere), né da sperare (poiché c'è tutto da fare, per ciò che dipende da noi, o da amare, per ciò che non dipende da noi).
È quello che Comte-Sponville chiama «la gaia disperazione», che evoca alcune filosofie orientali ma che è debitrice in primo luogo dei greci (innanzitutto Epicuro e gli Stoici) e di Spinoza.

Alcuni lo ritengono vicino al buddhismo. Altri, come Michel Onfray, vedono in lui «un cristiano ateo». Egli si definisce «ateo fedele». «La fedeltà è ciò che resta della fede quando la si è perduta». In lui di questa fede resta una morale greco-giudaico-cristiana e una spiritualità laica che conduce ad una mistica dell'immanenza: «Noi siamo già nel Regno; l'Eternità è ora».
Né ottimismo né pessimismo, secondo Comte-Sponville: si tratta di vedere le cose come sono, piuttosto che farsi illusioni al loro riguardo.
Fedele alla tradizione materialista, denuncia le illusioni e le speranze spontanee (incontrollate e irrazionali) dell'uomo, che allontanerebbero dalla vera saggezza. La conoscenza e l'azione devono guidarci verso quello che gli antichi chiamavano atarassia o beatitudine. Bisogna conoscere e volere, senza confondere la conoscenza con la volontà né la volontà con la conoscenza: «comprendere la realtà dei nostri desideri, piuttosto che prendere i nostri desideri per realtà».
Sul piano epistemologico, Comte-Sponville è vicino al razionalismo critico di Karl Popper. Separa radicalmente ciò che chiama l'"ordine pratico" (i valori) e l'"ordine teorico" (la conoscenza). È ciò che chiama cinismo, debitore tanto di Diogene ("cinismo etico") che di Machiavelli ("cinismo politico"), oltre che a Montaigne ed a Pascal. Ciò conduce a quella che egli chiama «distinzione degli ordini»: il vero non è il bene; il bene non è il vero. È necessario essere fedeli ad ambedue, ma senza confonderli.
In politica Comte-Sponville si definisce socialdemocratico o liberale di sinistra. Non spera nello Stato per creare la ricchezza, né sul mercato per creare la giustizia. Non si ritiene un «intellettuale impegnato» perché essi, a suo avviso, sottomettono il proprio pensiero ad una Causa già precostituita da altri. Egli preferisce definirsi «filosofo cittadino»  (che partecipa, nella misura delle proprie competenze, al dibattito pubblico).
Ha scritto moltissimo sulla grande stampa francese Le Monde, Libération, Le Nouvel Observateur, L'Evénement du Jeudi, L'Express, Psychologies...), ma ha anche coordinato tre numeri della Revue Internationale de Philosophie, dedicati rispettivamente a Montaigne (n° 181, 1992), Pascal (n° 199, 1997) e Alain (n° 215, 2001).

## I quattro Ordini
In Le capitalisme est-il moral? tenta di dimostrare la natura amorale (né morale né immorale) del capitalismo: poiché egli la ritiene una tecnica (come la meteorologia, la fisica ecc.), l'economia (alla quale egli riduce la nozione di capitalismo) è estranea ad ogni preoccupazione morale. Da ciò Comte-Sponville giunge a definire quattro ordini, nel senso pascaliano del termine:
1. l'ordine tecnico-[economico]-scientifico,
2. l'ordine politico-giuridico,
3. l'ordine della morale,
4. l'ordine dell'etica, dell'amore.

Evoca la possibile esistenza di un quinto ordine, quello del divino, ma non lo ritiene indispensabile e dichiara, in quanto ateo, che si può tralasciare. Ogni ordine avrebbe la propria coerenza senza tuttavia essere assolutamente autarchico. Bisognerebbe allora distinguerli comprendendo la necessità assoluta della loro complementarità. Così il capitalismo, l'economia di mercato, che appartengono all'Ordine n° 1, non dovrebbe occuparsi della morale, l'Ordine n° 3. Tuttavia ogni ordine è direttamente limitato dall'ordine superiore: il diritto di commercio (limitazione dell'«economico» da parte del «politico giuridico»), la deontologia politica (limitazione del «politico» da parte della «morale») ecc.
Egli mette in guardia da due errori: la barbarie, che vuole sottomettere gli ordini superiori agli ordini inferiori, e l'angelismo, che pretende di annullare gli ordini inferiori in nome degli ordini superiori. Ciò conduce ad un appello alla responsabilità individuale: non contiamo sul mercato perché egli sia morale al posto nostro, né sulla morale per prendere il posto della politica!

### Principali opere pubblicate in francese
- Traité du désespoir et de la béatitude, PUF, 2 voll. (Le mythe d'Icare / Vivre);
- Une éducation philosophique, PUF;
- Pourquoi nous ne sommes pas nietzschéens [con altri], Grasset;
- L'Amour, la solitude, Albin Michel;
- Valeur et vérité, PUF;
- Camus, de l'absurde à l'amour (in collaborazione con L. Bove e P. Renou), Paroles d'Aube;
- Petit Traité des grandes vertus, PUF;
- Impromptus, PUF;
- La Sagesse des modernes (con L. Ferry), Robert Laffont;
- L'Être-temps, PUF;
- Le Gai Désespoir, Alice;
- Dictionnaire philosophique, PUF;
- Le capitalisme est-il moral?, Albin Michel;
- La Philosophie, PUF (coll. «Que sais-je?»);
- La Vie humaine (con disegni di Sylvie Thybert), Éditions Hermann;
- Le Bonheur, désespérément, Pleins Feux;
- Présentations de la philosophie, Albin Michel;
- L'Esprit de l'athéisme, Albin Michel, 2006, ISBN 978-2-226-17273-0;
- De l'autre côté du désespoir. Introduction à la pensée de Svâmi Prajnânpad, Editions Accarias «L'originel», 2006
- Le Miel et l'Absinthe (Poésie et philosophie chez Lucrèce), Éditions Hermann, 2008.

### Opere tradotte in italiano
- Piccolo trattato delle grandi virtù, Corbaccio, 1996, ISBN 978-88-7972-191-2
- Lo spirito dell'ateismo: introduzione a una spiritualità senza Dio, Milano, Ponte alle Grazie, 2007, ISBN 978-88-7928-913-9
- Solitudine e amore. Conversazioni filosofiche per salvarsi la pelle e l'anima, Colla Editore, 2009, ISBN 978-88-89527-30-6
- Spiritualità per atei. Cosa resta quando si rinuncia alla fede, EDB, 2015, ISBN 978-88-10-55549-1